# Jean Lesage (cyclisme)
Pour les articles homonymes, voir Lesage et Jean Lesage.
Jean Lesage né le 28 mai 1926 à Perk et mort le 21 octobre 2004 à Steenokkerzeel, est un coureur cycliste belge. Il a remporté trois étapes du Tour d'Espagne en 1948. 

## Palmarès
- 1947
  - 2e d'Anvers-Moen
  - 3e du championnat du Hainaut des indépendants
- 1948
  - 9e, 14e et 17e étapes du Tour d'Espagne
  - 2e étape de Berg-Housse-Berg
  - 2e du Grand Prix de la ville de Zottegem

## Résultats sur les grands tours

### Tour d'Espagne
1 participation 
- 1948 : 12e, vainqueur des 9e, 14e et 17e étapes

### Tour d'Italie
1 participation 
- 1949 : abandon